# Interlingwistyka
Interlingwistyka (łac. interlingw(a) + istyka) – dziedzina nauki zajmująca się międzynarodowymi językami sztucznymi/językami planowanymi (np. esperanto) oraz literaturą powstałą w takich językach.
W Polsce jedynym ośrodkiem naukowym, gdzie można studiować interlingwistykę jest Uniwersytet im. Adama Mickiewicza.

## Interlingwistyka wEuropie
Kilkanaście uczelni europejskich wprowadziło interlingwistykę do programu różnych kierunków studiów jako przedmiot nadobowiązkowy, jako jeden z kilku proponowanych do wyboru lub jako przedmiot obowiązkowy na danym kierunku studiów (niekiedy w grupach międzywydziałowych). Zazwyczaj wykładany jest przez 1-2 semestry i zakończony egzaminem.
- w Austrii
  - Innsbruck – grupy międzywydziałowe na Leopold-Franzens-Universität Innsbruck, Internationales Sprachenzentrum (ISI) (Międzynarodowe Centrum Językowe)
  - Wiedeń – Pädagogisches Institut der Stadt Wien (Instytut Pedagogiczny Miasta Wiednia)
- w Bułgarii
  - Karłowo – Internacia Universitato Karlovo (IUK) (Międzynarodowy Uniwersytet w Karłowie)
    - IUK jest placówką Akademio Internacia de la Sciencoj (AIS) (Międzynarodowej Akademii Nauk w San Marino) i kształci studentów turystyki i rekreacji.
    - Esperanto jest częściowo językiem wykładowym, dlatego jest obowiązkowym przedmiotem w programie studiów (240 godzin). Poza tym oddzielnymi przedmiotami są interlingwistyka, historia ruchu esperanckiego, literatura i kultura esperancka.
    - Po ukończeniu studiów studenci otrzymują bułgarskie dyplomy, ponadto ci, którzy spełnią warunki programu studiów AIS San Marino mają możliwość napisania i obrony pracy dyplomowej i uzyskania dyplomu AIS. Studenci biorą udział w różnych sesjach AIS w Bułgarii i za granicą.
- w Hiszpanii
  - Bilbao – Universidad del País Vasco (Uniwersytet Kraju Basków), Instytut Pedagogoczny
  - La Laguna – Universidad de La Laguna, Departamento de Filologia Inglesa y Alemana (Wydział Filologii Angielskiej i Niemieckiej)
- w Holandii
  - Amsterdam – Universiteit van Amsterdam (UvA), Theoretische Taalwetenschap (Językoznawstwo Teoretyczne), Katedra Interlingwistyki i Esperanta
    - „Interlingwistyka” daje ogólną orientację na temat problemów językowych i propozycji ich rozwiązania za pomocą języków planowanych w kontekście historycznym, socjologicznym i lingwistycznym. Studenci zapoznają się dokładniej z kilkoma współczesnymi modelami języka planowanego. Zapoznają się bliżej z językiem esperanto, jego typologią, funkcjonowaniem, spontanicznym rozwojem, literaturą itp.
- w Niemczech
  - Berlin – grupy międzywydziałowe na Humboldt-Universität zu Berlin (HU Berlin) – działa tam Gesellschaft für Interlinguistik (Towarzystwo Interlingwistyczne)
  - Lipsk – grupy międzywydziałowe na Universität Leipzig, Institut für Anglistik)
  - Münster – Westfälische Wilhelms-Universität Münster (WWU), Institut für Allgemeine Sprachwisenschaft (Instytut Językoznawstwa Ogólnego)
  - Paderborn – Universität Paderborn, Fakultät für Kulturwissenschaften (Wydział Kulturoznawstwa)
- w Polsce
  - Poznań – Uniwersytet im. Adama Mickiewicza (UAM), Katedra Glottodydaktyki i Translatoryki, seminarium/ćwiczenia dla studentów studiów stacjonarnych
  - Bydgoszcz – Międzynarodowe Studium Turystyki i Kultury (MSTiK)[4]
    - W 1996 r. studium uzyskało status uczelni Międzynarodowej Akademii Nauk (AIS) z siedzibą w San Marino. Zajęcia w studium prowadzą wykładowcy z Międzynarodowej Akademii Nauk (AIS) i AKB (AIS Klerigejo Bydgoszcz – Uczelni AIS w Bydgoszczy), Międzynarodowego Instytutu Esperanckiego (IEI) w Hadze, Uniwersytetu Kazimierza Wielkiego w Bydgoszczy, Wyższej Szkoły Gospodarki w Bydgoszczy (WSG) i inni.
    - Nauka prowadzona jest w języku esperanto i polskim. Słuchacze uzyskują wiedzę z zakresu nauk humanistycznych i stosowanych, m.in. turyzmu, ekologii, eurologii, etnologii, etnografii, geografii, interlingwistyki, historii, nauk politycznych, handlu, marketingu, zarządzania i licznych języków, także polskiego dla obcokrajowców.
- w Rosji
  - Moskwa
  - Władywostok (Władywostok to już Daleki Wschód, ale uwzględniono w tym wykazie)
- na Słowacji
  - Nitra – Univerzita Konstantina Filozofa Nitra, Pedagogická Fakulta – dla studentów anglistyki
- w Szwecji
  - Sztokholm – Stockholms universitet, Institutionen för lingvistik
- we Włoszech
  - Turyn – Universita' di Torino – "Interlingwistyka i esperantologia" jako możliwość dodatkowej specjalizacji dla studentów wydziału filologiczno-filozoficznego.

## Interlingwistyka iesperantologiajako kierunek studiówuniwersyteckich
- na Węgrzech[2]
  - Budapeszt – Eötvös Loránd Tudományegyetem (ELTE), Általános- és Alkalmazott Nyelvészeti Tanszék, Eszperantó szak (Uniwersytet Loránda Eötvösa, Katedra Językoznawstwa Ogólnego i Stosowanego, Sekcja [?] Języka Esperanto)
    - Esperantologia jako kierunek studiów funkcjonowała na Uniwersytecie Loránda Eötvösa od roku 1966 i przez długi czas można ją było studiować jedynie w Budapeszcie.
    - Esperantologia nie mogła być głównym kierunkiem studiów, lecz dodatkowym dla studentów innych filologii. Studia trwały 4 lata i obejmowały: kulturę esperancką, literaturę esperancką, historię esperanta, językoznawstwo stosowane, interlingwistykę i metodykę nauczania języka esperanto.
    - Wraz z wprowadzaniem tzw. bolońskiego systemu kształcenia zamknięto kilka kierunków studiów, w tym filologię esperancką. Ostatni nabór na esperantologię na poziomie uniwersyteckim przeprowadzono w 2001 r., ostatni studenci musieli ukończyć ten kierunek do 2006 r.

  - Od roku akademickiego 2002/2003 istnieje w Budapeszcie studium nauczycielskie (kolegium językowe?) dla nauczycieli esperanta – interlingwistyka jest tam wykładana jako przedmiot.
- w Polsce
  - Poznań – Uniwersytet im. Adama Mickiewicza (UAM), Wydział Neofilologii, Instytut Językoznawstwa[5]
    - W roku 1997 powstał kierunek „interlingwistyka” jako 3-letnie eksternistyczne studia podyplomowe. Pierwsi studenci rozpoczęli studia w roku akademickim 1998/1999. Oferta skierowana jest do osób biegle władających językiem esperanto z całej Europy. Wykładowcami są specjaliści (wśród nich znani esperantolodzy i kilku członków Akademio de Esperanto) z Wielkiej Brytanii, USA, Niemiec, Belgii, Francji, Szwajcarii, San Marino, Czech, Węgier, Rosji i Polski.
    - Studia obejmują wstęp do językoznawstwa ogólnego i stosowanego, komunikację międzynarodową i interkulturową, języki planowane (sztuczne), szczegółowy kurs gramatyki, literatury, kultury i historii esperanta, specjalizację z językoznawstwa, literatury, interlingwistyki, komunikacji lub metodyki nauczania języka esperanto.

## Opracowania
- Alicja Sakaguchi: Rasmus Kristian Rasks Konzeption einer Welthilfssprache, [w:] Historiographia Linguistica (współaut. Heribert Rück) 1989, 16: s. 311–326.
- Alicja Sakaguchi (red.): Rasmus Kristian Rask. Traktatu d`un Linguaž universale (Abhandlung über eine algemeine Sprache). Frankfurt a. Main: Peter Lang, 1996.
- Tadeusz Ficowski: Paraglot: język powszechny (1942-1944). Z pism pośmiertnych wydała i zaopatrzyła w przedm. oraz uwagi do tekstu dzieła Alicja Sakaguchi, Poznań: Wydawnictwo „Rys”, 2005.